# Matt Doocey

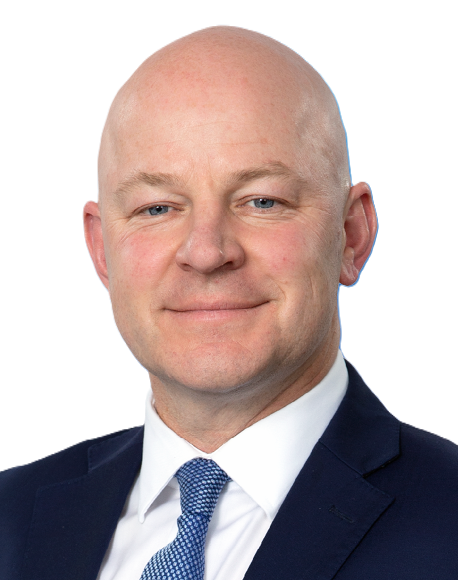
Matt Doocey (2023)

Matthew Maurice Doocey (* 1972 in Christchurch, Region Canterbury, Südinsel) ist ein neuseeländischer Politiker der New Zealand National Party.

## Leben
Doocey wurde 1972 als Sohn der Eheleute Joan and Tom in Christchurch geboren und wuchs dort im Stadtteil Bryndwr auf. Er besuchte nacheinander das Loretto College, die St Patrick's Primary School und das St Bede's College, alle drei katholisch und in Christchurch gelegen. Er schloss sein Studium mit einem Bachelor of Science in Sozialpolitik ab. Er spezialisierte sich im Studium auf Counselling Psychology (Psychologische Beratung).

## Berufliche Karriere
Nach seinem Studium arbeitete er mit jungen Leuten im Mental Health Services. In den späten 1990er Jahre ging Doocey dann nach London und arbeitete über zehn Jahre beim National Health Service (NHS). Während dieser Zeit studierte er an der Kingston University, die er mit einem Master in Healthcare Management verließ. Auch studierte er an dem Birkbeck College der University of London und beendete sein Studium mit einem Master in Global Politics. Während seiner Zeit in London bereiste er viele Länder, wovon er angab: „... viel über die globalisierte Welt gelernt zu haben, in der wir leben.“ Sein Reisepass soll seinerzeit über 40 Einträge fremder Länder aufgewiesen haben.

## Politische Karriere
Zurück in Neuseeland, engagierte sich Doocey für die National Party und trat im Jahr 2014 über den Wahlkreis Waimakariri erstmals für einen Sitz im Neuseeländischen Parlament an. Er gewann den Wahlkreis mit der einfachen Mehrheit von 48,34 % der abgegebenen Stimmen. Auch in den folgenden Parlamentswahlen der Jahre 2017, 2020 und 2013 konnte er den Wahlkreis für sich entscheiden.
Ergebnisse des Wahlkreises Waimakariri:
| Wahljahr | Direktkandidat | Stimmen | Partei         | Stimmen |
| -------- | -------------- | ------- | -------------- | ------- |
| 2014     | Matt Doocey    | 48,34 % | National Party | 57,33 % |
| 2017     | Matt Doocey    | 57,22 % | National Party | 53,48 % |
| 2020     | Matt Doocey    | 45,96 % | Labour Party   | 49,31 % |
| 2023     | Matt Doocey    | 57,66 % | National Party | 42,61 % |

Im Jahr 2017 verlor die National Party ihre Regierungsmehrheit an die New Zealand Labour Party, die unter Jacinda Ardern eine Koalitionsregierung bilden konnte. 2023 war diese Mehrheit für Labour dahin und mit dem guten Abschneiden der National Party, konnte Christopher Luxon mit seiner Partei über eine Drei-Parteien-Koalition eine Regierung bilden, deren Teil Doocey mit vier Ministerämtern wurde (siehe nachfolgend).

### Ministerämter in der Regierung Luxon
Mit der Regierungsbildung vom 27. November 2023 übernahm McClay folgende Ministerämter:
| Minister                                       | vom               | bis     |
| ---------------------------------------------- | ----------------- | ------- |
| Minister for Accident Compensation Corporation | 27. November 2023 | aktuell |
| Minister of Mental Health                      | 27. November 2023 | aktuell |
| Minister of Tourism and Hospitality            | 27. November 2023 | aktuell |
| Minister for Youth                             | 27. November 2023 | aktuell |
| Associate Minister of Health                   | 27. November 2023 | aktuell |
| Associate Minister of Transport                | 27. November 2023 | aktuell |

Quelle: Department of the Prime Minister and Cabinet

## Familie
Doocey heiratete 2013 in Ungarn seine in Ungarn geborenen Frau Viktoria, die er in London kennen gelernt hatte. Sie haben zwei Kinder.